# Condado de Mercer (Virginia Occidental)
El condado de Mercer (en inglés: Mercer County), fundado en 1837, es uno de los 55 condados del estado estadounidense de Virginia Occidental. En el año 2000 tenía una población de 62.980 habitantes con una densidad poblacional de 58 personas por km². La sede del condado es Princeton.

## Geografía
Según la Oficina del Censo, el condado tiene un área total de 1090 km² (420,8 mi²), de la cual 1088 km² (420,1 mi²) es tierra y 0 km² (0 mi²) (0.06%) es agua.

### Condados adyacentes
- Condado de Raleigh - norte
- Condado de Summers - noreste
- Condado de Giles - este
- Condado de Bland - sur
- Condado de Tazewell - suroeste
- Condado de McDowell - oeste
- Condado de Wyoming - noroeste

### Carreteras
| - Interestatal 77 - U.S. Highway 19 - U.S. Highway 52 - U.S. Highway 460 | - Ruta de Virginia Occidental 10 - Ruta de Virginia Occidental 20 - Ruta de Virginia Occidental 44 - Ruta de Virginia Occidental 71 |

## Demografía
En el 2000 la renta per cápita promedia del condado era de $26 628, y el ingreso promedio para una familia era de $33 524. En 2000 los hombres tenían un ingreso per cápita de $29 243 versus $19 013 para las mujeres. El ingreso per cápita para el condado era de $15 564. Alrededor del 19,70% de la población estaba bajo el umbral de pobreza nacional.

## Ciudades y pueblos
- Athens
- Bluefield
- Bramwell
- Lashmeet
- Matoaka
- Montcalm
- Oakvale
- Princeton
- Ada